# Mike Paradinas
Mike Paradinas (Londres, 26 de septiembre de 1971), conocido también bajo el seudónimo µ-Ziq (un juego de palabras ya que la pronunciación es igual a music en inglés) y otros nombres artísticos, es un músico británico del campo de la música electrónica.

## Biografía
Paradinas nació en Charing Cross, Londres, Inglaterra, en una familia de origen español (su padre es de Ávila). Comenzó tocando el teclado en la década de los 80 mientras escuchaba a bandas como The Human League y Heaven 17. Paradinas se unió más tarde a unas cuantas bandas durante los 80, y estuvo ocho años en los teclados del grupo Blue Innocence.
Durante este periodo, Paradinas estuvo grabando su propia música sintetizada en una grabadora de cuatro pistas. En 1995, el grupo Blue Innocence se disolvió y Paradinas, junto al hermano del baterista Francis Naughton, compraron un software de secuenciación y pregrabaron algunas de las antiguas canciones de Paradinas. Más tarde, Richard D. James, también conocido como Aphex Twin, escuchó algunas de estas canciones y estuvieron de acuerdo en lanzar su música bajo Rephlex Records con el alias µ-Ziq.
Paradinas es actualmente el dueño de Planet Mu, una discográfica para música electrónica que agrupa a músicos como Capitol K, Datach'i, Luke Vibert y Venetian Snares.
Además ha publicado un álbum con su esposa Lara Rix-Martin bajo el nombre Heterotic.

## Discografía

### Como µ-Ziq
Albums
- Tango N' Vectif (noviembre de 1993)
- Bluff Limbo (mayo de 1994)
- In Pine Effect (octubre de 1995)
- Lunatic Harness (julio de 1997)
- Royal Astronomy (julio de 1999)
- Bilious Paths (mayo de 2003)
- Duntisbourne Abbots Soulmate Devastation Technique (agosto de 2007)
- Chewed Corners (junio de 2013)
- RY30 Trax (mayo de 2016)
- Aberystwyth Marine (mayo de 2016)
- Challenge Me Foolish (abril de 2018)
- Scurlage (mayo de 2021)
- Secret Garden (noviembre de 2021)
- Magic Pony Ride (junio de 2022)
- Hello (noviembre de 2022)

EP & Singles
- PHI*1700 U/V (1994)
- The Auteurs Vs µ-Ziq (1994)
- Salsa With Mesquite (1995)
- Urmur Bile Trax Volume 1 & 2 (1997)
- My Little Beautiful (1997)
- Brace Yourself (1998)
- The Raft (1999)
- The Fear (1999)
- Ease Up (2005)
- XTEP (2012)
- Rediffusion (2014)
- D Funk (2019)
- Pthagonal (2022)
- Furthur Electronix Trax (2022)
- Goodbye (2022)

### Como Tusken Raiders / Rude Ass Tinker
- Bantha Trax (1995)
- Bantha Trax Vol. 2 (1999)
- The Motorbike Track (1999)
- Imperial Break (2001)

### Como Jake Slazenger
- Makesaracket (1995)
- Megaphonk (1995)
- Nautilus (1996)
- Das Ist Ein Groovybeat, Ja? (1996)
- Pewter Dragón (2006)

### Como Kid Spatula
- Spatula Freak (1995)
- Full Sunken Breaks (2000)
- Meast (2004)

### Como Gary Moscheles
- Shaped to Make Your Life Easier (1996)

### Colaboraciones

#### Diesel M (con Marco Jerrentrup)
- M for Multiple (1993)
- M for Mangoes (1995)

#### Mike & Rich (conRichard D James aka Aphex Twin)
- Expert Knob Twiddlers (1996)

#### Slag Boom Van Loon (con Jochem Paap aka Speedy J)
- Slag Boom Van Loon (1998)
- So Soon (2001)

- Datos: Q446572